# 花葉

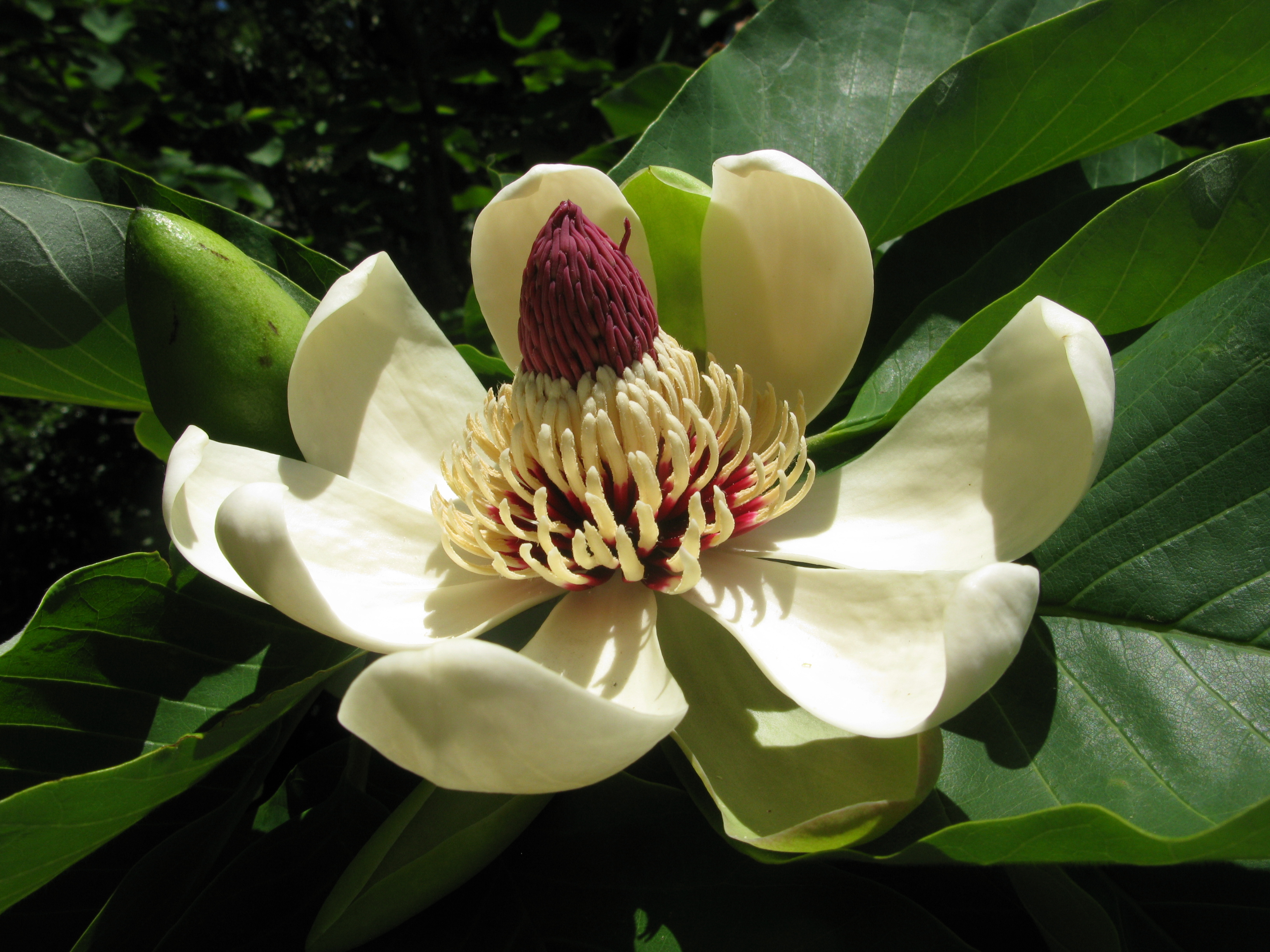
ホオノキの花葉。花葉は内側から雌蕊群、雄蕊群、花被と呼ばれる。雌蕊群は濃赤色、雄蕊群は黄白色、内花被は白色、外花被は淡緑色である。

花葉（かよう、英: floral leaf）は、被子植物の花を構成する葉的器官であり、萼片、花弁、雄蕊、心皮（雌蕊）からなる。花器官（はなきかん、floral organ）とも呼ばれる。花葉のうち、雄蕊や雌蕊は胞子葉が変形してできたものであり、これを実花葉（じつかよう、fertile floral leaf）という。それに対し、直接生殖器官を分化しない萼片と花弁（花被片）は裸花葉（らかよう、sterile floral leaf）と呼ばれる。
花葉はそれぞれ、葉に由来すると考えられている。このように、葉（普通葉）と相同と考えられているが、光合成を行わない側生器官を葉的器官（フィロム）という。中でも、鱗片状になった葉的器官を鱗片葉という。花葉は鱗片葉の一つだとされる。花葉の外側には、花を覆う苞（苞葉）などの高出葉が付く。
花葉の有無や数、色、対称性には大きな可塑性がある。例えば、単性花では雌蕊群または雄蕊群を欠き、同花被花では萼と花弁の区別がなく、花弁を欠く単花被花や花被を欠く無花被花（裸花）もある。

## 構成要素

花の構造
pistil: 雌蕊、ovules: 胚珠、stigma: 柱頭、style: 花柱、ovary: 子房、stamen: 雄蕊、anther: 葯、connective: 葯隔、microsporangium: 小胞子嚢、filament: 花糸、perianth: 花被、petal: 花弁、corolla: 花冠、sepal: 萼片、calyx: 萼、floral axis: 花軸、pedicel: 花柄、nectary: 蜜腺

花葉は基部から、萼片（がくへん、sepal）、花弁（かべん、petal）、雄蕊（ゆうずい、おしべ、stamen）、心皮（しんぴ、carpel）が区別される。萼片と花弁は合わせて花被片（かひへん、tepal）と呼ばれる。萼片と花弁が形態的に区別できない場合には萼片や花弁という用語を用いず、内側を内花被片、外側を外花被片という。
これらは複数枚ある花葉の一つ一つの呼び名であり、集合的にはそれぞれ、萼（がく、英: calyx、独: Kelch）、花冠（かかん、英: corolla、独: Krone）、雄蕊群（ゆうずいぐん、おしべぐん、英: androecium、独: Androeceum）、雌蕊群（しずいぐん、めしべぐん、英: gynoecium、独: Gynoeceum）という。花被片の集合は花被（かひ、perianth）または花蓋（かがい、perigone）と呼ばれる。
下表のような関係になる。なお、それぞれについては各項目を参照。
| 各要素           | 各要素                                   | 集合                                       | 集合                 |
| ---------------- | ---------------------------------------- | ------------------------------------------ | -------------------- |
| 頂端             |                                          |                                            |                      |
| 雌蕊（pistil）   | 雌蕊（pistil）                           | 雌蕊群（gynoecium）                        | 雌蕊群（gynoecium）  |
| 雄蕊（stamen）   | 雄蕊（stamen）                           | 雄蕊群（androecium）                       | 雄蕊群（androecium） |
| 花被片 （tepal） | 花弁 / 内花被片 （petal）/ inner tepal） | 花冠 / 内花被 （corolla / inner perianth） | 花被 （perianth）    |
| 花被片 （tepal） | 萼片 / 外花被片 （sepal / outer tepal）  | 萼 / 外花被 （calyx / outer perianth）     | 花被 （perianth）    |
| 基部             |                                          |                                            |                      |

### 花葉の合着
萼を構成する萼片は合着して合萼（ごうがく、gamosepal）となることがある。癒合した部分は萼筒（がくとう、calyx tube）、癒合していない部分は萼裂片（がくれっぺん、calyx lobe）と呼ばれる。
花冠を構成する花弁も合着して合弁花冠を形成することがあり、癒合した部分を花冠筒部（かかんとうぶ、corolla tube）、癒合していない部分を花冠裂片と呼ぶ。
心皮は胚珠をつける花葉で、雌蕊（しずい、めしべ、pistil）を構成する基本単位である理論的な葉的器官としての呼び名である。心皮には明瞭な背腹性があり、被子植物の栄養葉にみられるような1本の中脈と2本の側脈があることから、葉と相同であると考えられている。雌蕊は1枚から数枚の胞子葉（心皮）が癒合して生じたと考えられている。雌蕊が1枚の心皮で構成されている場合を単生雌蕊（離生心皮性雌蕊）、複数枚の心皮で構成されている場合を合生雌蕊（合生心皮性雌蕊）という。

### 穎花の花葉
イネ科の穎花では、花葉は萼や花弁を欠き、雄蕊の外側に2個の鱗被（りんぴ、lodicule）が形成される。その外側に内花穎（ないかえい、superior palea）と外花穎（がいかえい、inferior palea）を背腹1枚ずつ形成する。鱗被は内花被片、内花穎は2個の外花被片が合着したもの、外花穎は苞であると考えられている。

### 基部被子植物の花葉と花の進化

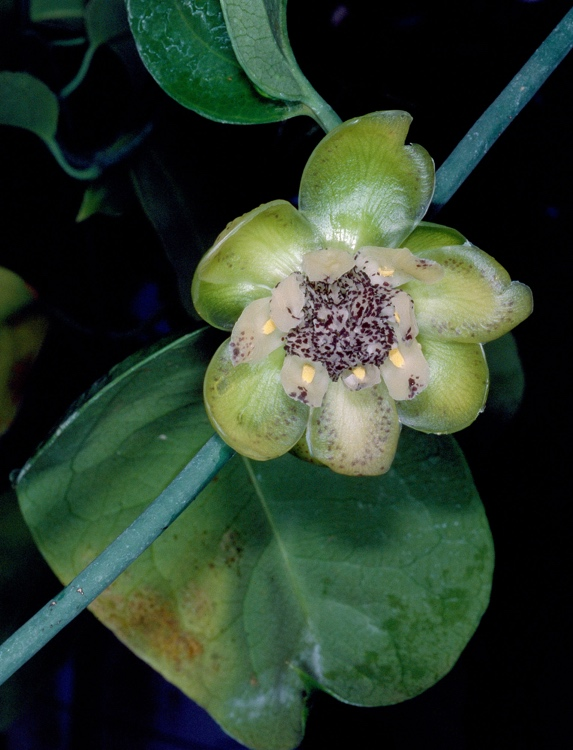
アウストロバイレヤ の花

基部被子植物（ANITA植物）のうち、アンボレラ Amborella は最基部で分岐し、最も原始的な形態を持つと考えられている。この花の形態は、花葉が螺旋配列し、花弁と萼片の区別を欠き（同花被花）、壺形の離生心皮に胚珠を1個のみ持つ。アウストロバイレヤ Austrobaileya の花では、外側にある花被片ほど緑色で萼片状であり、内側になるにつれ黄色で茶褐色の斑点を持ち花弁的になり、段階的に変化する。基部被子植物に共通する特徴から、原始的な花の特徴は以下の通りであると考えられており、白亜紀の化石記録からも支持されている。
1. 螺旋状に多数の花葉が配置する非輪生花
2. 離生心皮からなる単生雌蕊を持つ
3. 子房上位花
4. 両性花
5. 花冠と萼が未分化
6. 花柱が発達しない
7. 花糸が扁平で短い

一般的なシュートでは節間成長により葉と葉が離れるが、花では花葉の間は詰まっている。花が栄養シュートから進化したと考えると、祖先的な花では節間が開いていたと考えられる。前期白亜紀の化石被子植物アルカエフルクトゥス Archaefructus では、先端から雌蕊群と雄蕊群を形成するが、花被を欠き、各器官の節間は伸長している。このことから、花と栄養シュートの形態的断絶を埋めるものであると考えられている。

## 花葉の分化

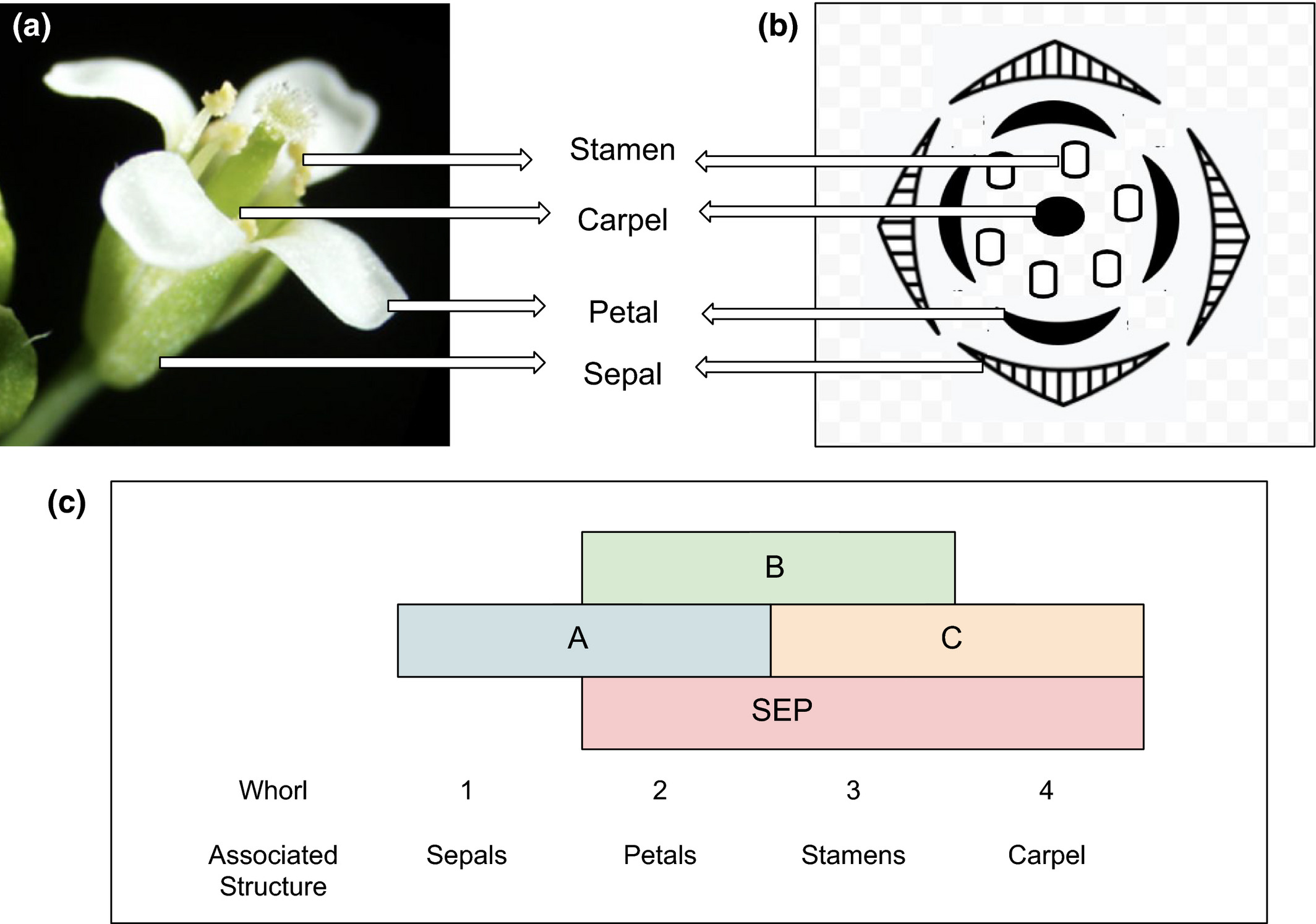
ABCモデルにおけるシロイヌナズナの花の形態形成

花葉のそれぞれの器官への分化はABCモデルで説明される。これは、花葉が3つのグループに属するMADS-box遺伝子群により制御され、形成されているというモデルである。花のホメオティック突然変異体は、器官の変化パターンからA、B、Cの3つのクラスに分けられる。現在では、これらに加えて更にいくつかのMADS-box遺伝子が花の形態形成に関わっていることが明らかとなっている。
ABCモデルは器官形成の場と形成された器官を分けて考える。基部被子植物の花は螺生するが、多くの被子植物の両性花を構成する花葉は輪生状に配列する。花葉が形成される同心円状の場を環域（ウォール、whorl）と呼び、花葉の形態形成にかかわる遺伝子群はそれぞれ隣り合う環域で機能する。最も外側の第1環域（ウォール1）では、クラスA遺伝子により萼片が、その内側の第2環域（ウォール2）ではクラスAとクラスBにより花弁が、さらに内側の第3環域（ウォール3）ではクラスBとクラスCにより雄蕊が、最内側のを第4環域（ウォール4）ではクラスCにより心皮が分化する。クラスAとクラスCの遺伝子はそれぞれ拮抗しており、クラスC遺伝子は心皮の分化だけでなく花芽分裂組織の有限性を制御している。モデル植物のシロイヌナズナ Arabidopsis thaliana では、クラスA遺伝子として AP1 (APETALA1)、AP2 が、クラスB遺伝子として AP3、PI (PISTILLATA) が、クラスC遺伝子として AG (AGAMOUS) が働いている。
ゲーテは花葉は葉が変形したものであるという考えを提案し、原型 (archetype) の概念を設立して植物のすべての器官は葉が変形したものであると考えた。ABCモデルはゲーテの仮説を追認するものであった。